# 心果小扁豆
心果小扁豆（学名：Polygala isocarpa）为远志科远志属下的一个种。